# Castello di Lardirago
Il castello di Lardirago, di proprietà del Collegio Ghislieri di Pavia, è un castello situato nel comune di Lardirago, in Lombardia.

## Storia
Il nucleo di Lardirago, posto quasi al confine tra il distretto di Pavia e quello di Milano, già dalla fine del X secolo era possesso del monastero di San Pietro in Ciel d’Oro. Non abbiamo notizie certe relative all’insediamento per quanto riguarda l’alto medioevo, nel 1990, durante alcuni di restauro del castello, emersero alcune murature con mattoni disposti “a spina di pesce”, la cui cronologia non è stata chiarita, ma sicuramente riferibili a una struttura tardo romana o altomedievale, e molta ceramica tardo romana. Presso il castello esisteva anche un porto-traghetto sull’Olona e lungo la riva del fiume furono rinvenuti nel passato oggetti di oreficeria ostrogota.
Poco lontano, in posizione quasi simmetrica rispetto all’Olona, il castello di Sant’Alessio con Vialone attesta, con la sua grossa torre quadrata isolata al centro della corte, la presenza di strutture fortificate lungo un percorso che collegava Pavia a Milano, posto in un’area dove, tra il XI e XIII secolo, più volte gli eserciti delle due città si scontrarono.
Il castello, seppur probabilmente di epoca più antica (come proverebbero i resti murature datate ai secoli XI-XII presenti all’interno della cappella di San Gervasio del castello), è menzionato per la prima volta nelle fonti scritte nel 1254, quando il monastero investì, davanti alla porta del castello, Bonifacio Beccaria alcuni boschi a Spirago.

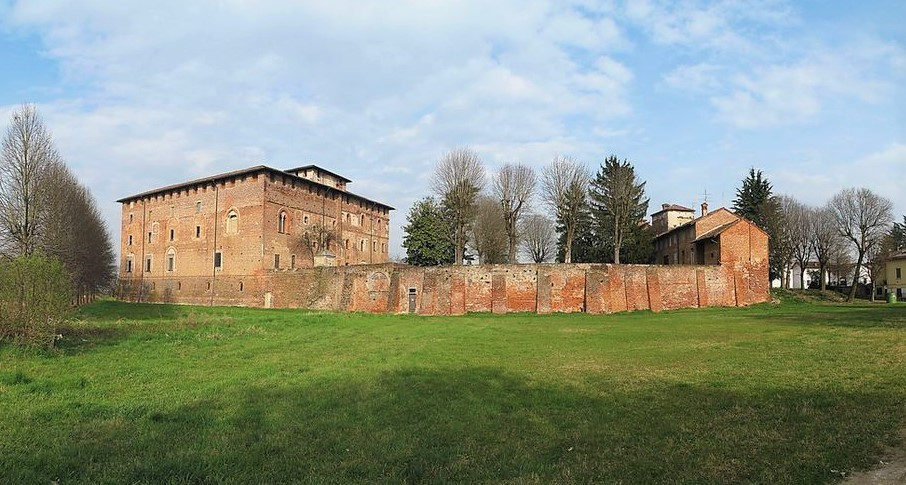
Il castello e il ricetto

Il cuore del recinto fortificato doveva dunque essere già dotato di un oratorio, orientato e concluso da abside emiciclica; per il resto siamo ancora ben lontani dal poter ricostruire l’immagine architettonica corrispondente a quella complessa struttura antica in cui, forse già dall'XI secolo, l’abate di San Pietro in Ciel d’Oro doveva trattare l’amministrazione riguardante il territorio e all’interno della quale era posta la cappella di San Gervasio. Tuttavia, nonostante gli importanti interventi edilizi e gli ampliamenti che subì il castello nella seconda metà del XIV secolo, rimangono paramenti e brani di murature databili ai secoli XII e XIII. Dall’analisi di essi si può riconoscere un corpo di fabbrica di impianto a “L”, quasi un palazzo, databile alla prima metà del Duecento, inglobato nell’angolo sud- orientale dell’attuale castello a corte quadrata di età viscontea.
Nella seconda metà del Trecento il castello fu, per qualche decennio, occupato dai Visconti che, sotto Gian Galeazzo promossero intorno agli ultimi decenni del secolo importanti interventi edilizi e solo dopo la morte di quest’ultimo, nel 1402, i religiosi di San Pietro in Ciel d’Oro cominciarono a richiedere che venissero rispettati i loro antichi privilegi e diritti sul luogo e sul castello, di cui rientrarono in possesso intorno al 1410. Nel corso del Quattrocento i beni di Lardirago furono spesso concessi dai religiosi a fittabili, che migliorarono notevolmente le rese agricole. Gli affittuari appartarono ingenti migliorie ai fondi agricoli: grazie soprattutto alla realizzazione di imponenti opere idrauliche di canalizzazione delle acque. In particolare, intorno al 1497,  i canonici furono costretti a dare il castello in pegno ad Agostino Cani che, fittabile generale del monastero, aveva maturato un credito per migliorie attuate sui beni di cui era investito, in qualità tale da superare il valore dei redditi.
Seguirono tempi perigliosi, segnati da assalti, saccheggi e incendi. Nel 1447, il castello ospitò Francesco Sforza di ritorno dalla vittoria a Piacenza. Nel 1512 il castello fu saccheggiato dagli svizzeri e dai Veneziani del cardinale di Sion e altri danni subì durante la battaglia di Pavia. 
Nel 1569,  il papa Pio V dotò il collegio Ghislieri (da lui fondato a Pavia) di alcuni consistenti beni della Mensa di San Pietro in Ciel d’Oro, tra i quali Lardirago e i rappresentanti del collegio presero possesso del castello, ottenendo, il 10 novembre 1569 il giuramento di fedeltà degli abitanti della comunità e del territorio. Il collegio amministrò il castello e i vasti fondi agricoli presenti a Lardirago tramite “agenti”, che proseguirono l’opera di miglioramento delle rese agricole.

A partire circa dal 2000, il collegio Ghislieri ha avviato il recupero dell’intero complesso edilizio che è stato destinato a sede di attività culturali, congressuali ed espositive e nelle sale ed aule ristrutturate vengono oggi ospitati convegni, seminari, corsi di formazione avanzata, concerti e manifestazioni varie.

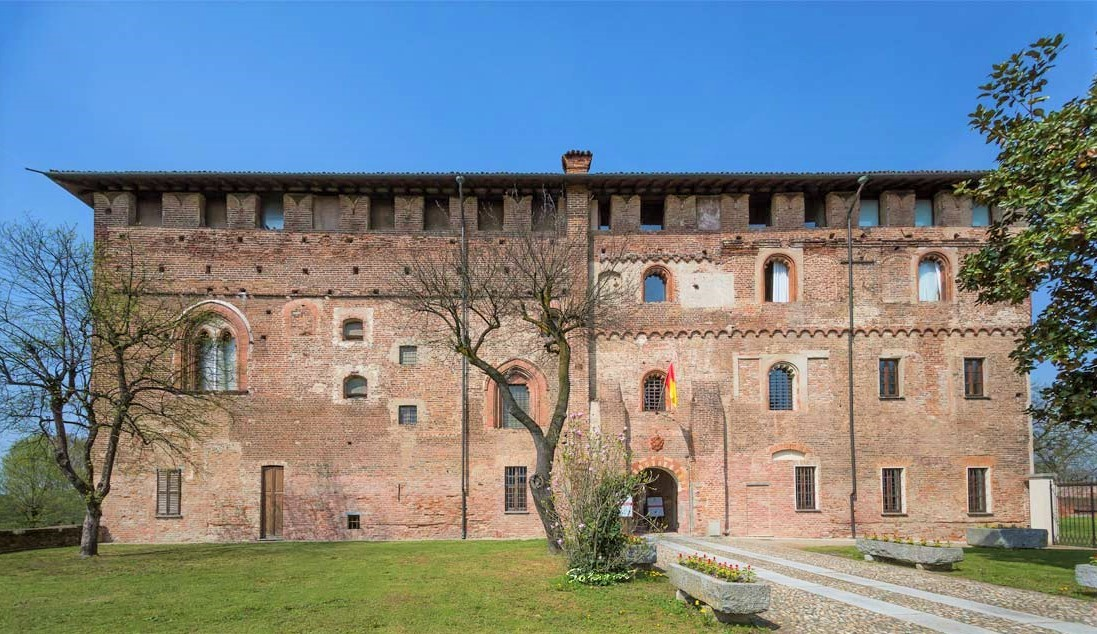
L'ingresso del castello
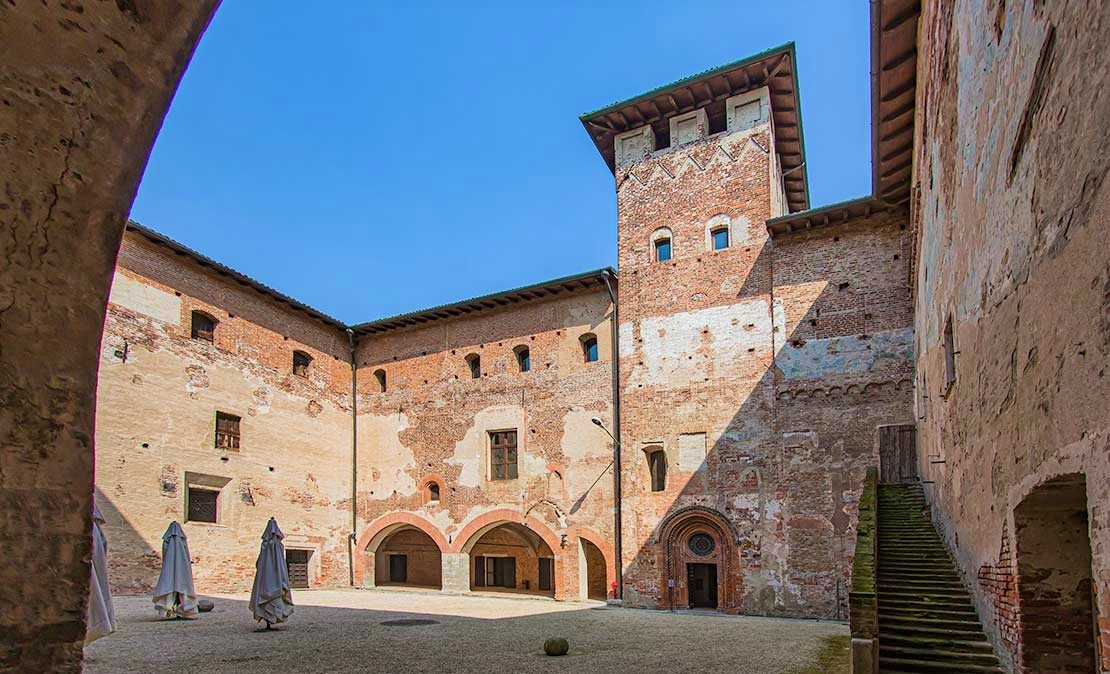
La corte interna
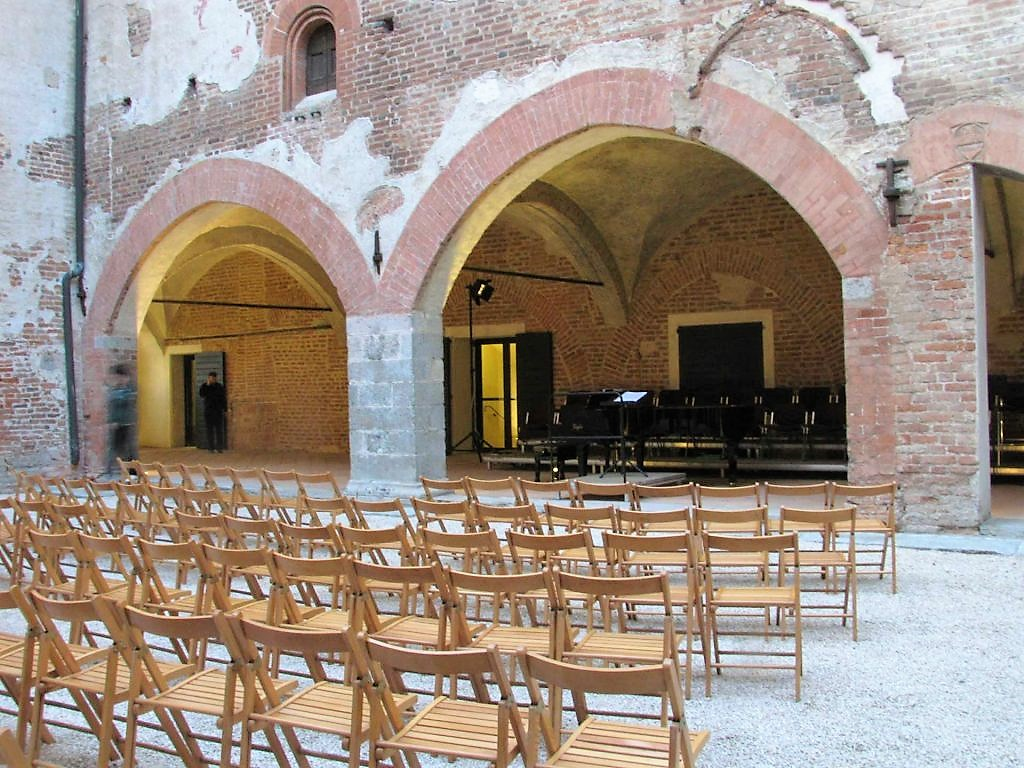
Il portico

## Descrizione
Il castello è formato da vari edifici: il recinto-ricetto, ubicato a sud del Castello, databile alla seconda metà del XIV secolo, dal quale, tramite una torre posta presso il rivellino e databile intorno alla metà del XIII secolo (seppur in parte modificata tra Tre e Quattrocento) si accede al castello. All’interno del recinto-ricetto si trovavano molte strutture “agricolo-industriali”, come il mulino, il torchio, la pila e la sega idraulica. A est del castello si trova la Cascina Cortegrande, risalente al XVI e XVII secolo, e formata da più edifici affacciati su di una grande corte di forma quadrangolare, schema tipico della cascina lombarda. Il castello composto da diversi elementi edilizi costruiti in epoche successive. Presenta una pianta quadrata ed è formato da quattro corpi di fabbrica di differente larghezza ma di pari altezza che, uniti ad angolo retto, formano una corte interna a pianta rettangolare. L’accesso al castello è garantito da un grande portone duecentesco, originariamente dotato di saracinesca in metallo, caratterizzato dall’archivolto realizzato con materiali di due tipi, diversi per qualità e cromie: conci trapezoidali di bionda arenaria alternati a coppie di conci laterizi, una tecnica molto diffusa all’epoca in area lombarda. Tutti i prospetti esterni del castello presentano finestre di varia foggia, dovute alle tanti fasi edilizie a cui la struttura fu sottoposta: dalle monofore a tutto sesto più antiche, fino alle bifore archiacute dotate di esile colonnetta marmorea centrale, tipiche di molte strutture di epoca viscontea, le trecentesche monofore a sesto acuto polilobate, fino alle aperture realizzate nel corso del Cinquecento. L’omogeneità dei prospetti è interrotta nel lato orientale dalla presenza di una torre, che si erge oltre il livello della copertura. Lo stesso corpo di fabbrica orientale è composto da due elementi distinti, costituiti dalla torre e dall’estremità settentrionale caratterizzata dal portico con archi in cotto a vista e basamento in granito. Al piano terreno della torre si trova la cappella romanica di San Gervasio (risalente all'XI secolo), alla quale si può accedere dalla corte interna. Nella fronte nord-ovest del fabbricato si apre un ampio portico con arcate archiacute, rifinite nell’archivolto con una modanatura aggettante, mentre all’interno si conservano affreschi “a tappezzeria” realizzati a cavallo tra Tre e Quattrocento. La Cappella, racchiusa nelle mura della torre, fu più volte modificata nel corso dei secoli: il ricco portale in terracotta è riferibile alla seconda metà del Trecento, mentre internamente sono recentemente venuti alla luce affreschi risalenti ai secoli XI-XII. Molti ambienti del castello conservano affreschi, alcuni, come “a compassi” di fattura trecentesca, soprattutto nei portici, mentre nell’ala meridionale del castello (dove si conserva anche una grande scala a rampa elicoidale che poteva essere percorsa anche a cavallo) si trova una camera con resti di pitture raffiguranti Damigelle in un giardino risalenti ai primi anni del Quattrocento, mentre altri ambienti conservano camini, soffitti a cassettoni dipinti e affreschi risalenti alla seconda metà del XVI secolo.

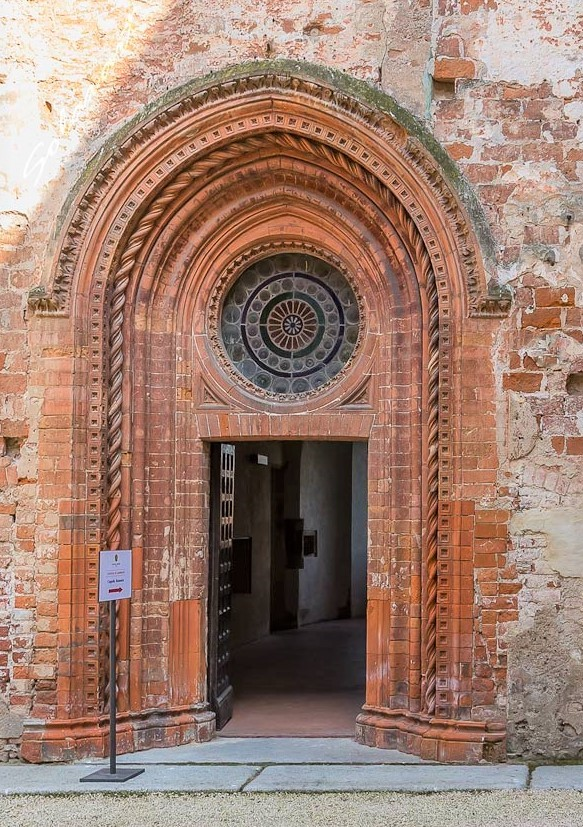
Il portale della cappella di San Gervasio (XIV secolo)
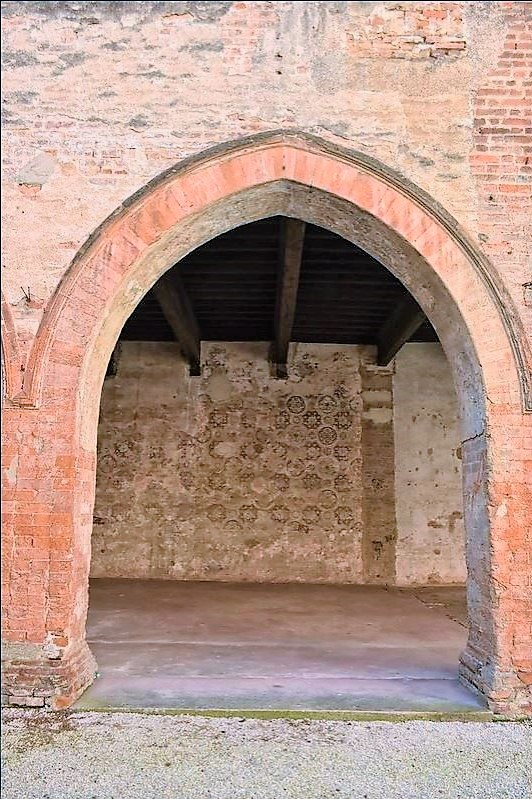
Gli affreschi del portico.
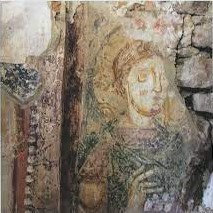
Gli affreschi della cappella (XI-XII secolo).
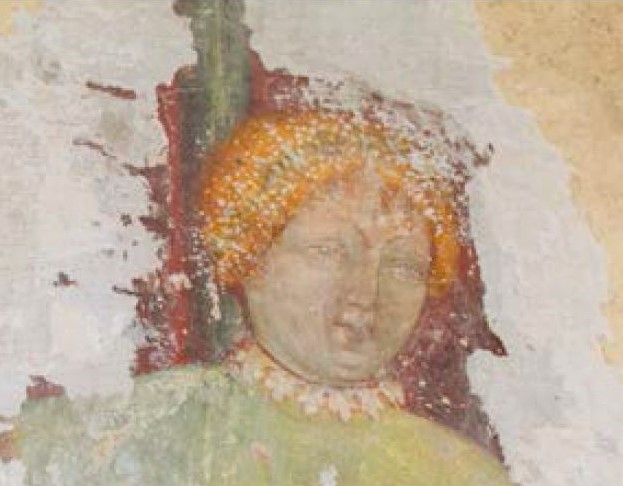
Damigelle con giardino, primi anni del XV secolo.
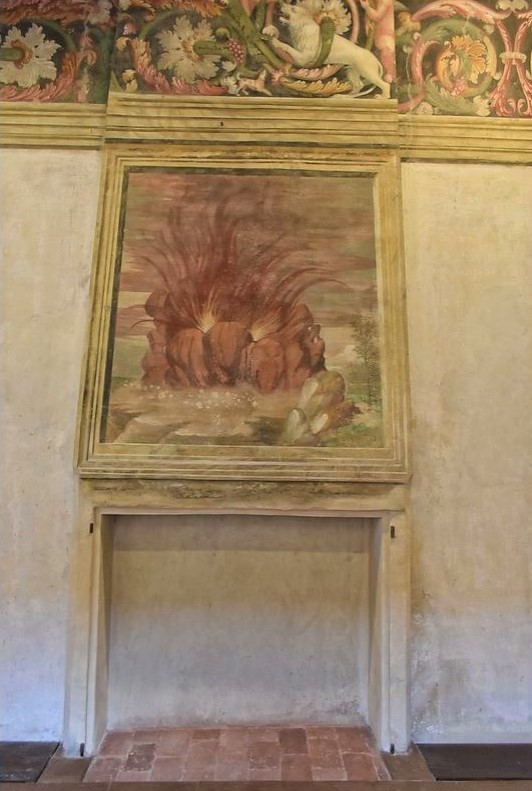
Una delle sale con affreschi del XVI secolo.